# NOS Journaal in Makkelijke Taal
Het NOS Journaal in Makkelijke Taal is een nieuwsprogramma van de publieke omroep NOS, gericht op mensen die moeite hebben met de Nederlandse taal.
In 2021 begon de NOS met een wekelijks nieuwsbulletin van tien minuten op YouTube, genaamd NOS Nieuws van de Week. Dit was een experiment bedoeld voor taalcursisten. In dit bulletin werden drie onderwerpen behandeld die in de voorbije week belangrijk waren. De nieuwslezer gebruikte geen moeilijke woorden, en praatte rustiger dan in de reguliere uitzendingen van het NOS Journaal. Ook werd het NOS Nieuws van de Week op enkele regionale en lokale omroepen uitgezonden.
Op 9 september 2024 werd het NOS Nieuws van de Week opgevolgd door het NOS Journaal in Makkelijke Taal, dat ook op nationale en internationale televisie wordt uitgezonden. Dit journaal is elke werkdag te zien om 17.00 uur op NPO 1 en om 17.10 uur op BVN. Een verschil met de voorganger is dat deze uitzending eindigt met een weerbericht.